# Polianthes palustris
Polianthes palustris är en sparrisväxtart som beskrevs av Joseph Nelson Rose. Polianthes palustris ingår i släktet Polianthes och familjen sparrisväxter. Inga underarter finns listade i Catalogue of Life.